# Småland Airport
Småland Airport, tot 2004 bekend als vliegveld Växjö is een vliegveld in het zuidoosten van Zweden. Het vliegveld ligt een paar kilometer ten westen van Växjö.
Het vliegveld heeft een 2103 meter lange start- en landingsbaan.
Het vliegveld is eigendom van de regio Kronoberg en de gemeente Växjö. De gemeente Alvesta heeft ook een klein aandeel in het vliegveld.
De verbinding naar Kopenhagen is gestopt vanwege de snellere treinen en de Sontbrug.